# Balzo

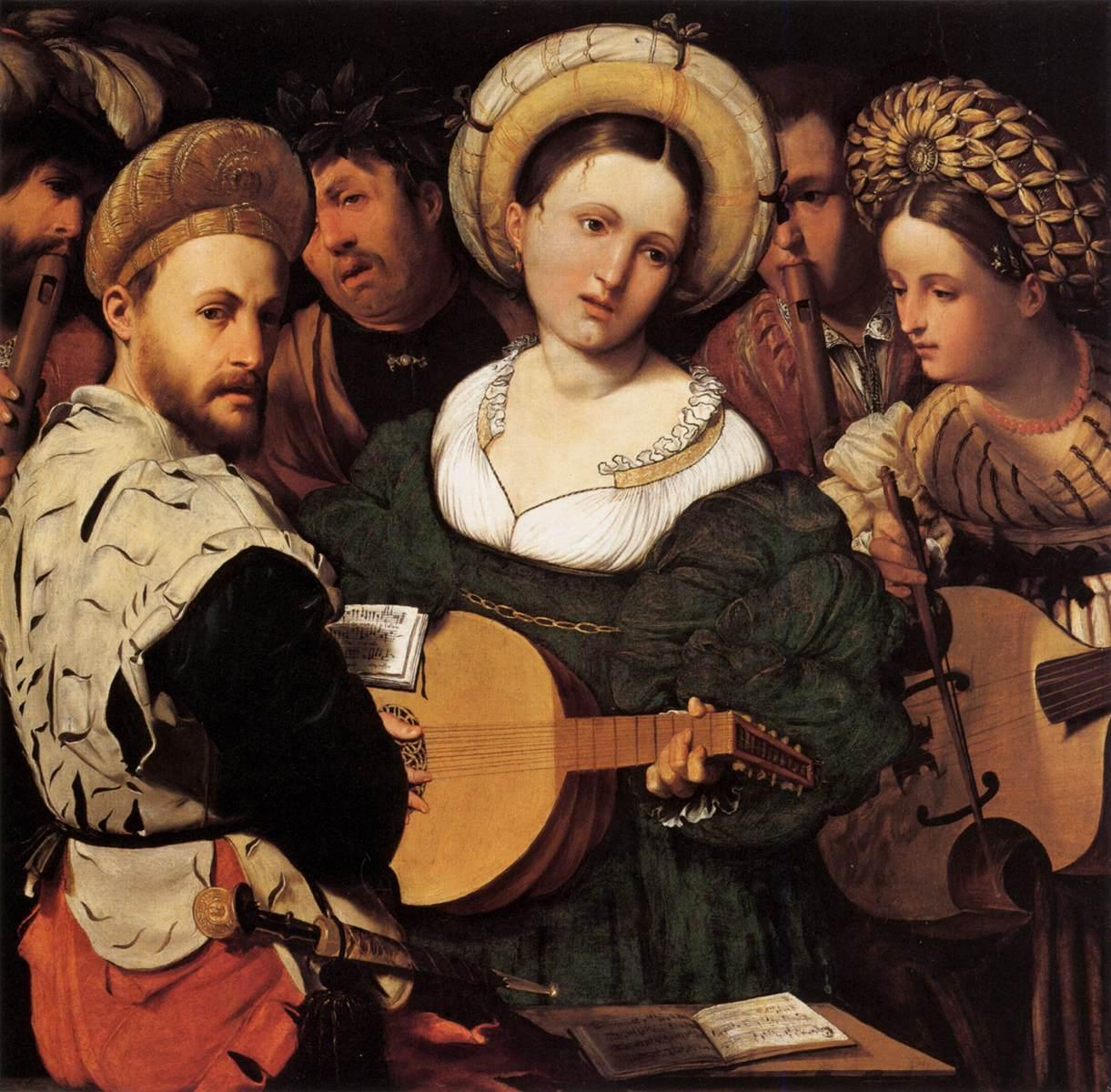
Le Concert, par Callisto Piazza. Les deux femmes à droite portent le balzo, et l'homme sur la gauche est coiffé de sa variante masculine.

Un balzo (« rebond » en italien, balzi au pluriel) est un couvre-chef féminin en forme d'anneau, typique de la Renaissance italienne.

## Présentation
Tout en ressemblant à un turban, cette coiffe est en fait un bourrelet de brocart ou de velours placé haut sur la tête. Surmontant les cheveux lissés vers l'arrière, il est fixé sur une résille ou par des rubans. Le front est souvent épilé ou rasé jusqu'au niveau du balzo.
La version masculine, plus rare, évoque plutôt un béret surélevé sur le devant.
De nombreux peintres des XVe et XVIe siècles représentent des dames portant ce couvre-chef : Antonio Pollaiolo, Palma le Vieux, Paris Bordone, Bernardino Luini, Simon Vouet, Titien, Parmigianino, Lorenzo Lotto, Bernardino Licinio, Giulio Romano, Jacopo Pontormo, Andrea del Sarto, Dosso Dossi, Bronzino, Bartolomeo Veneto, Rubens…
En particulier, Isabelle d'Este apparaît dans plusieurs tableaux coiffée d'un balzo. Elle est également considérée comme l'inventeur ou la diffusion de la mode à partir de 1510 environ.
Son port et la richesse de son ornementation font l’objet de règles et de lois somptuaires, notamment sous l’influence des hommes d’Église (comme Bernardin de Sienne) qui jugent cette coiffure précieuse ou ostentatoire.

## Galerie

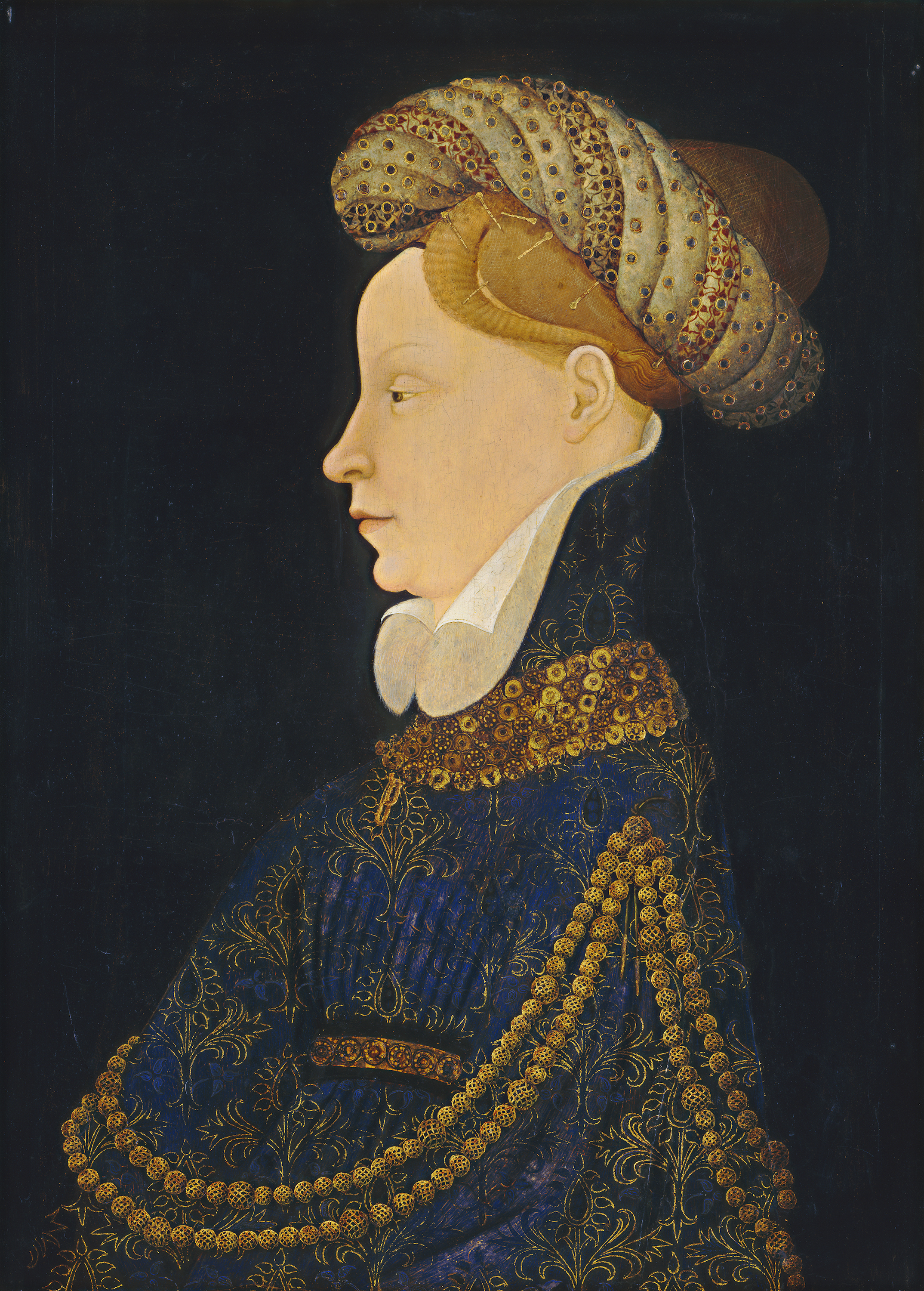
Portrait d'une dame de profil, v. 1410
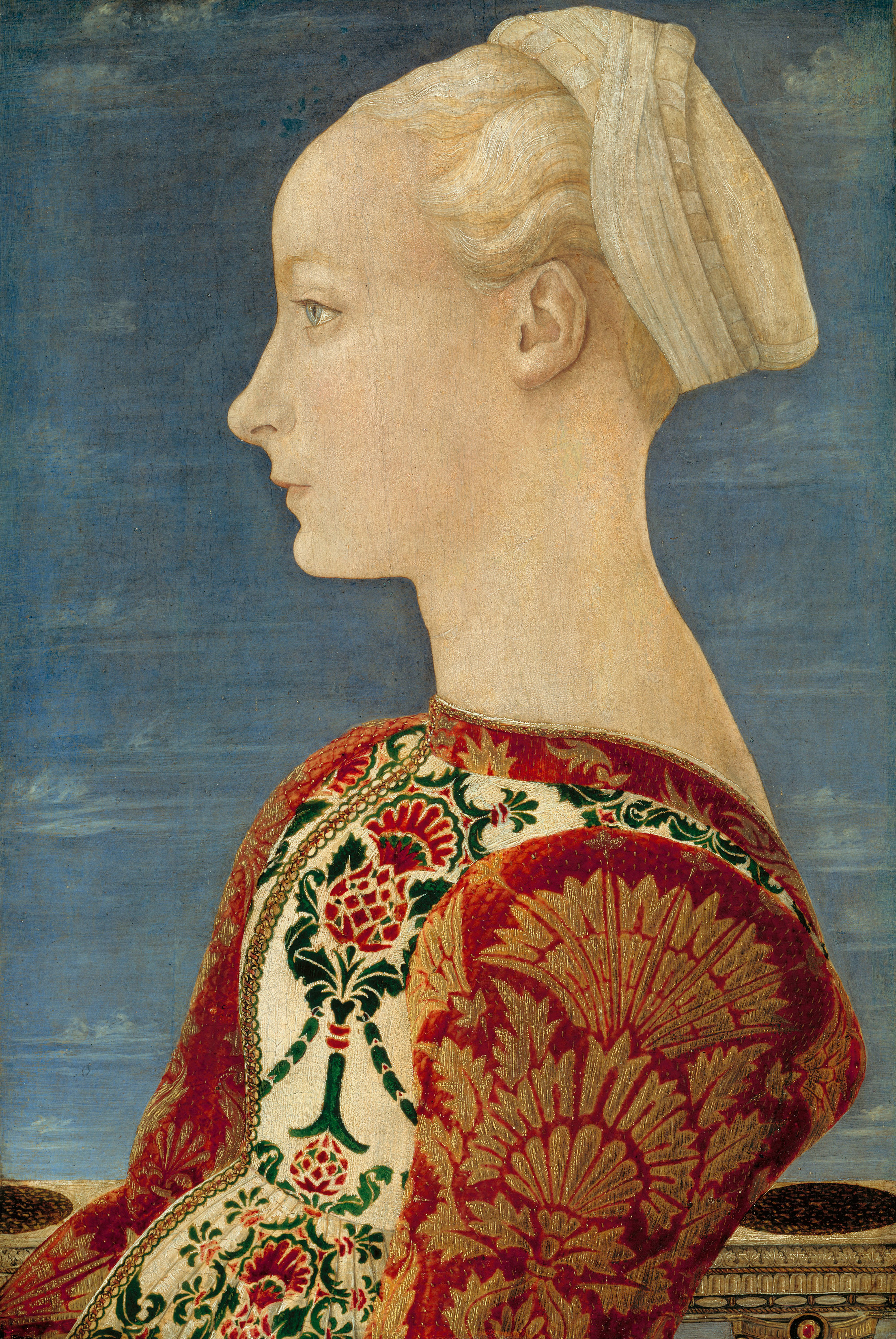
Antonio Pollaiolo, Portrait de jeune femme, 1470
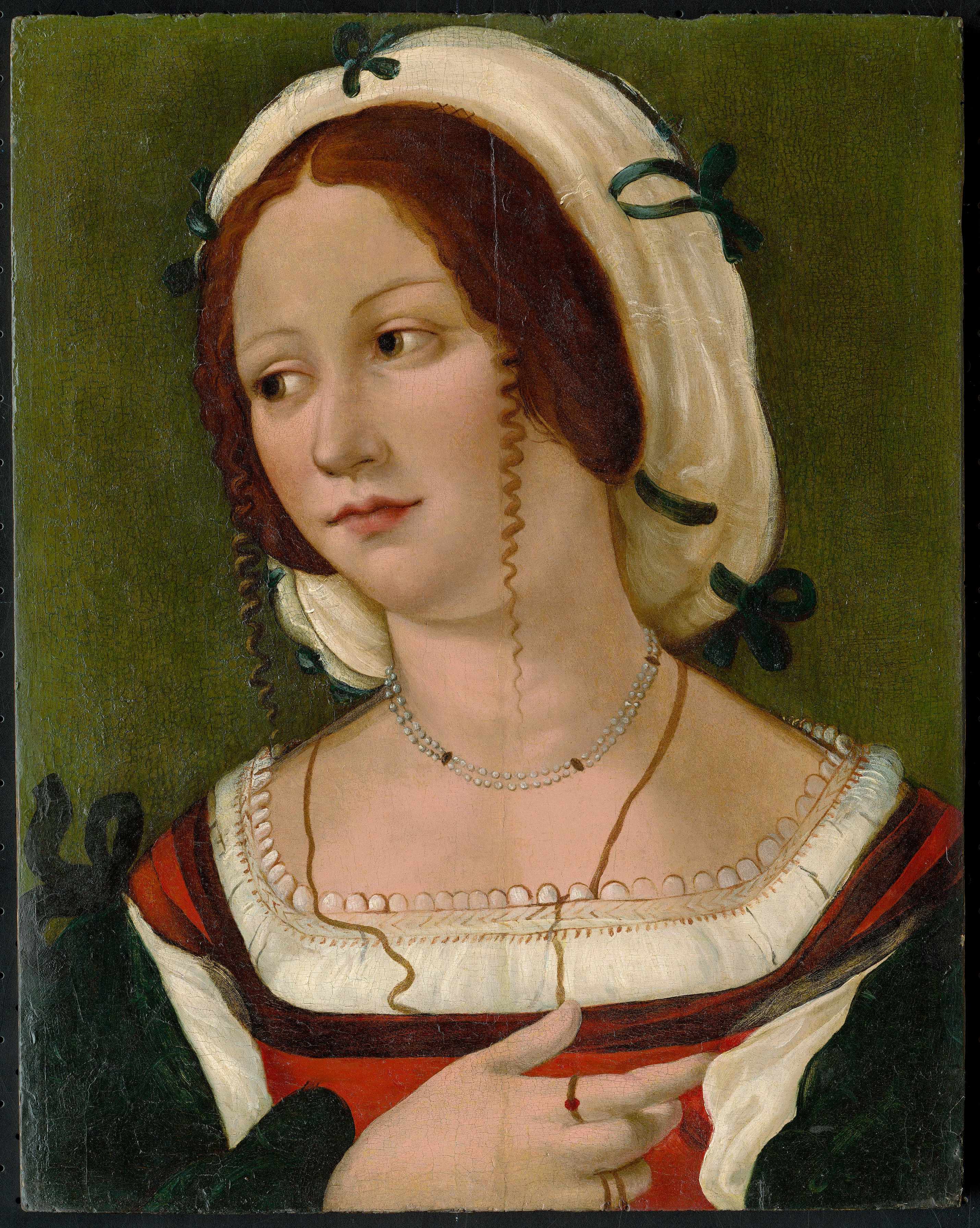
Francesco Francia, Portrait d'Isabelle d'Este, 1511 (?)
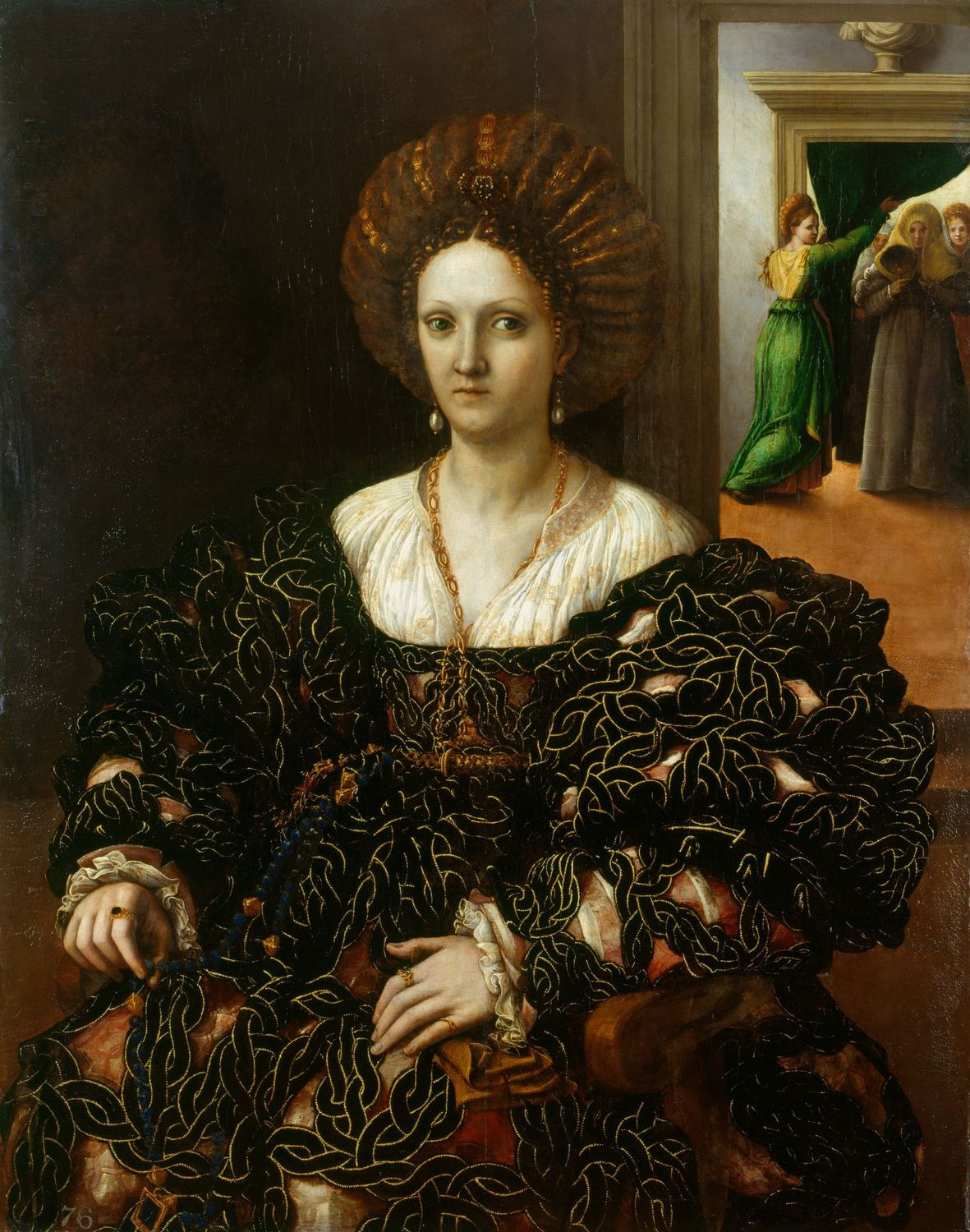
Giulio Romano, Portrait de Marguerite de Montferrat, v. 1531
Titien, Portrait d'Eleonora Gonzaga, 1538
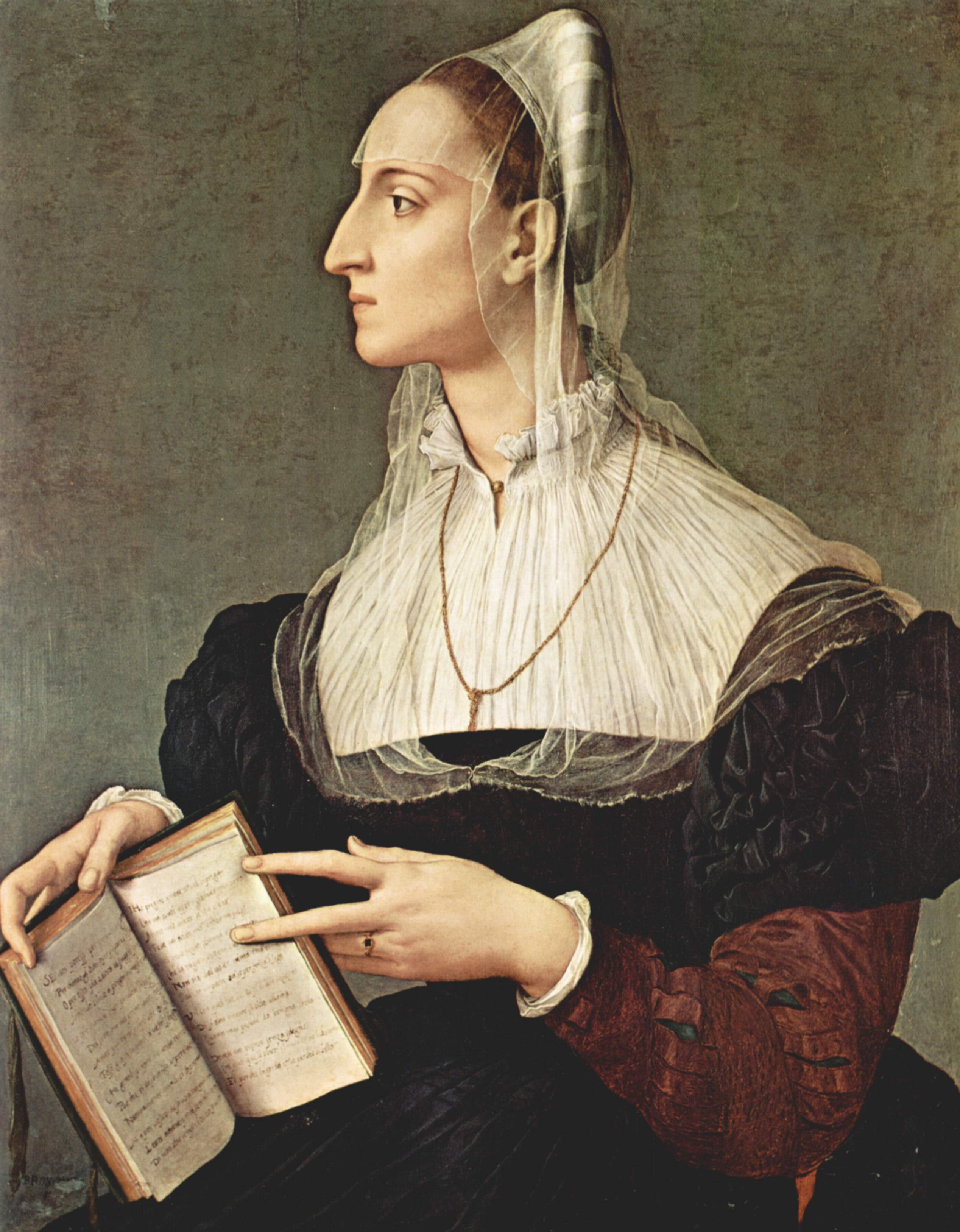
Bronzino, Portrait de Laura Battiferri, v. 1550